# Emiliano Martínez
 For den uruguayanske fodboldspiller, se Emiliano Martínez (fodboldspiller, født 1999).
Damián Emiliano Martínez Romero (født 2. september 1992) er en argentinsk professionel fodboldspiller, som spiller for Premier League-klubben Aston Villa og Argentinas landshold.

## Klubkarriere

### Arsenal
Martínez begyndte oprindeligt hos Independientes ungdomsakademi, før han i 2010 skiftede til Arsenal. Martínez fik sin professionelle debut ikke med Arsenal, men efter at Oxford United havde alle deres målmænd skadet, skiftede han på et nødlån til klubben, og spillede i deres sidste kamp i sæsonen den 5. maj 2012. Han fik sin debut for Arsenal den 26. september 2012.
Over de næste 8 år skiftede Martínez med at være udlejet til en lange række klubber eller at være reservemålmand hos Arsenal.
I løbet af en kamp imod Brighton & Hove Albion den 20. juni 2020 blev førstevalgsmålmand Bernd Leno skadet, og Martínez trådte som resultat ind som førstevalg. Over de næste kampe imponerede Martínez, og han spillede en vigtig rolle i at Arsenal vandt FA Cuppen.

### Aston Villa
Martínez skiftede i september 2020 til Aston Villa med formål om at være førsteholdsmålmand, hvilke han ikke ville være hos Arsenal efter Lenos retur til truppen. Martínez imponerede i sin debutsæson hos Villa, og blev efter sæsonen stemt som årets spiller i klubben af fansene.

## Landsholdskarriere

### Ungdomslandshold
Martínez har repræsenteret Argentina på flere ungdomsniveauer.

### Seniorlandshold
Martínez debuterede for Argentinas landshold den 4. juni 2021.
Martínez var del af Argentinas trup som vandt Copa América 2021, og Martínez blev kåret som turneringens bedste målmand. Han var del af Argentinas trup som vandt VM 2022, og blev her kåret som turneringens målmand.

## Titler
Arsenal
- FA Cup: 1 (2019-20)
- FA Community Shield: 3 (2014, 2015, 2020)

Argentina
- Copa América: 1 (2021)
- Verdensmesterskabet: 1 (2022)

Individuelle
- Aston Villa Sæsons spiller: 1 (2020-21)
- Copa América Turneringens målmand: 1 (2021)
- Copa América Turneringens hold: 1 (2021)
- Verdensmesterskabet Turneringens målmand: 1 (2022)